# Castelgrande
Pour les articles homonymes, voir Castelgrande (homonymie).
Castelgrande est un château situé à Bellinzone en Suisse.
Il est également connu sous les noms de Château Saint-Michel ou Château d'Uri.
Il fait partie, avec le château de Montebello, le Château de Sasso Corbaro et la muraille qui ceinture la ville d'un ensemble inscrit depuis 2000 au patrimoine mondial de l'humanité de l'UNESCO.
Les imposantes dimensions du Castelgrande (plus de deux cents mètres en diagonale) ont eu pour conséquence que la plupart des installations de défense furent construites à la périphérie du château. Les parties les plus anciennes de l'enceinte actuelle datent des Xe et XIe siècles.

## Le site
Le château est construit sur un promontoire rocheux situé au milieu d'une vallée profonde, reliant le nord au sud de l'Europe. Cette situation stratégique au cœur de l'Europe, sur la route du massif du Saint-Gothard, a depuis toujours incité à construire, transformer et améliorer l'endroit, l'érigeant au cours des siècles en véritable forteresse défensive, allant jusqu'à barrer la vallée de part en part du Tessin par une muraille.
Les premières installations humaines datent du néolithique.
La dernière restauration en date est celle de l'architecte Aurelio Galfetti.

## Histoire
- En 15 av. J.-C., premier château à l'époque de l'empereur Auguste. Abandonné au Ier siècle apr. J.-C.
- Au cours du IVe siècle, nouvelle fortification du site par l'Empire romain.
- Le promontoire a été habité sans interruption depuis la fin de l'époque romaine.
- Après la chute de l'Empire romain, au Ve siècle, Bellinzone passa probablement aux mains des successeurs de Rome, soit vers 500 aux Ostrogoths, puis à l'empire byzantin et enfin aux Lombards, qui s'établirent dans le nord de l'Italie au cours du VIe siècle.
- Les monarques carolingiens s'emparent du site puis, au Xe siècle, les empereurs ottoniens.
- Xe et XIe siècles, construction de l'enceinte actuelle par les empereurs ottoniens, en remplacement du mur d'origine romaine, fort délabré.
- Au début du XIe siècle, les empereurs ottoniens cédèrent leur importante forteresse aux évêques de Côme.
- À partir du XIIe siècle, l'enceinte a été transformée, surélevée et consolidée à maintes reprises.
- Au XIIe siècle, Bellinzone est au centre de luttes violentes.
- En 1192, Bellinzone est à nouveau cédée à la commune de Côme, contrôlée par la noblesse.
- Vers 1200, construction de la Torre Nera.
- De 1422 à 1480, Sous domination Milanaise et pour prévenir des attaques Confédérées, le château est renforcé. Durant cette période est développé l'ensemble défensif formé par les 3 châteaux.
- En 1499, Louis XII, roi de France, envahit le duché de Milan.
- Entre 1500 et 1798, Bellinzone est aux mains de la confédération des XIII cantons. Durant cette période le château est nommé Uri.
- 1803, Création du canton du Tessin. Le château revient à l'État.
- En 1820, aménagement des bâtiments du Castelgrande en arsenal et en prison.

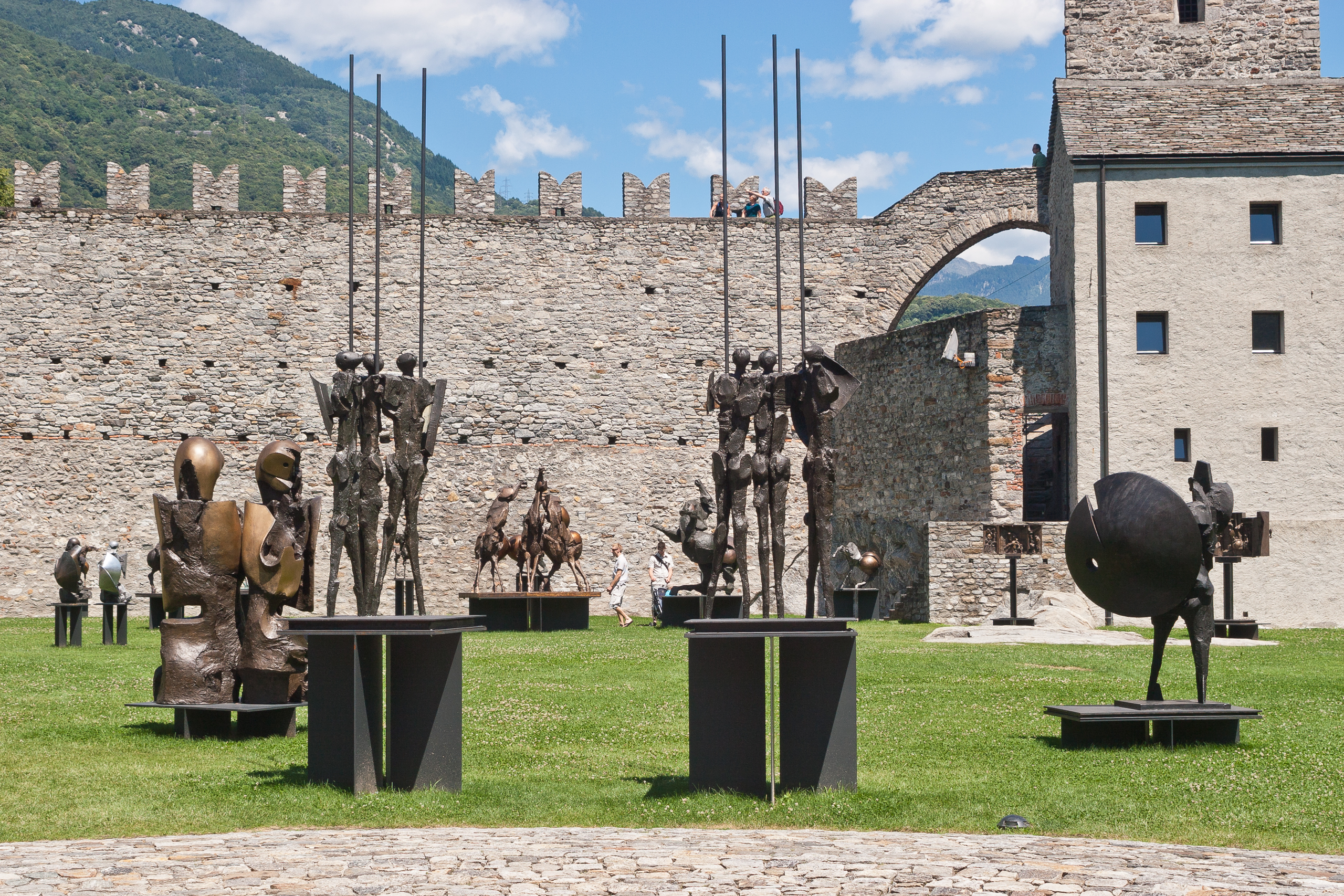
Sculptures de Nag Arnoldi dans la cour de Castelgrande (2008).

- Entre 1920 et 1955, des travaux de rénovation et de consolidation ont été entrepris.
- De 1983 à 1989, transformations, création d'accès et ascenseurs, pour l'usage des bâtiments et du parc par les habitants de Bellinzone. Architecte : Aurelio Galfetti.

### Sources
- Châteaux forts de Suisse - volume 2 (Éditions Silva, Zurich (Suisse), 1982)
- Découverte de la Suisse - volume 20 (Éditions Avanti, Neuchâtel (Suisse), 1982)